# Calton (Staffordshire)
Calton – wieś w Anglii, w Staffordshire, w dystrykcie Staffordshire Moorlands, w civil parish Waterhouses. W 1931 civil parish liczyła 222 mieszkańców.